# Mjassischtschew DWB-102
Die Mjassischtschew DWB-102 (russisch Мясищев ДВБ-102) ist ein sowjetischer Bomber aus der Zeit des Zweiten Weltkrieges. Zugunsten der Tupolew Tu-2 wurde sie nicht in Serie gebaut. Das Kürzel DWB steht für den Verwendungszweck, Dalni wyssotny bombardirowschtschik (russisch Дальний высотный бомбардировщик, Langstrecken-Höhenbomber).

## Entwicklung
Wladimir Mjassischtschew begann 1939 mit der Konstruktion der DWB-102. Sie sollte in großen Höhen operieren und wurde deshalb mit zwei Druckkabinen ausgestattet, die das OKB selbst entwickelt und gebaut hatte. Die Kabine für den Piloten und den Navigator befand sich im Vorderteil, die für die beiden Bordschützen im Mittelteil des Rumpfes. Ungewöhnlich für einen Bomber war die Ausrüstung mit vier starren Maschinenwaffen im Rumpfbug. Das Flugzeug erhielt eine Ganzmetallzelle mit einem Doppelleitwerk. Die Tragflächen waren in Schulterhöhe am Rumpf befestigt. Das Bugradfahrwerk war vollständig einziehbar. Im Rumpf befand sich ein 5,7 Meter langer Bombenschacht.
Ende 1940 war die Planungsphase abgeschlossen und der Bau des Prototyps begann. Der Ausbruch des Deutsch-Sowjetischen Krieges im Juni 1941 verhinderte jedoch die Fertigstellung. Beim Herannahen der deutschen Truppen musste das Werk samt dem Prototyp im August nach Omsk evakuiert werden. Mit einem Jahr Verspätung konnte die DWB-102 dann im Juni 1942 zum Erstflug starten. Testpiloten waren F. Opadschi und I. Kwitko. Die Erprobung absolvierte der Typ mit zwei Schwezow ASch-71-Motoren, später sollten mit Turbolader ausgestattete M-120 Verwendung finden. Dazu kam es jedoch nicht mehr. Ein Bomber für große Höhen wurde nicht benötigt und die Massenproduktion der Tu-2, die diesen Bereich auch abdecken konnte, war gerade in der Vorbereitung. 1946 wurde die Erprobung endgültig eingestellt.

## Technische Daten
| Kenngröße             | Daten                                                              |
| --------------------- | ------------------------------------------------------------------ |
| Konzeption            | Langstrecken-Höhenbomber                                           |
| Konstrukteur          | Wladimir Mjassischtschew                                           |
| Hersteller            | OKB Mjassischtschew                                                |
| Baujahre              | 1940–1942                                                          |
| Besatzung             | 4 (Pilot, Navigator und zwei Bordschützen)                         |
| Länge                 | 20,30 m                                                            |
| Spannweite            | 25,30 m                                                            |
| Höhe                  | 4,70 m                                                             |
| Flügelfläche          | 78,8 m²                                                            |
| Flügelstreckung       | 8,2                                                                |
| Leermasse             | 12.173 kg                                                          |
| Startmasse            | normal 15.500 kg maximal 17.800 kg                                 |
| Flächenbelastung      | 198,7 kg/m²                                                        |
| Leistungsbelastung    | 3,52 kg/PS                                                         |
| Triebwerke            | zwei luftgekühlte 18-Zylinder-Sternmotoren ASch-71F                |
| Startleistung         | je 1.618 kW (2.200 PS)                                             |
| Höchstgeschwindigkeit | 445 km/h in Bodennähe 565 km/h in 9.500 m Höhe                     |
| Gipfelhöhe            | 11.500 m                                                           |
| Reichweite            | 2.230 km                                                           |
| Bewaffnung            | drei 20-mm-Kanonen SchWAK vier 12,7-mm-MG BS ein 7,62-mm-MG SchKAS |
| Bombenlast            | 3.800 kg                                                           |